# Moorhead (Iowa)
Moorhead é uma cidade localizada no estado americano de Iowa, no Condado de Monona.

## Demografia
Segundo o censo americano de 2000, a sua população era de 232 habitantes.
Em 2006, foi estimada uma população de 205, um decréscimo de 27 (-11.6%).

## Geografia
De acordo com o United States Census Bureau tem uma área de
0,8 km², dos quais 0,8 km² cobertos por terra e 0,0 km² cobertos por água. Moorhead localiza-se a aproximadamente 355 m acima do nível do mar.

## Localidades na vizinhança
O diagrama seguinte representa as localidades num raio de 20 km ao redor de Moorhead.